# 蛋黄果
蛋黄果（英文名：Canistel）即具脉果榄。为山榄科桃榄属下的一个种。出自臺灣宗教習慣，依果型又取名為仙桃。原产南美洲北部，也栽培于其他热带地区。台灣於1929年由菲律賓引入，試種於台灣總督府農業試驗所嘉義支場 。

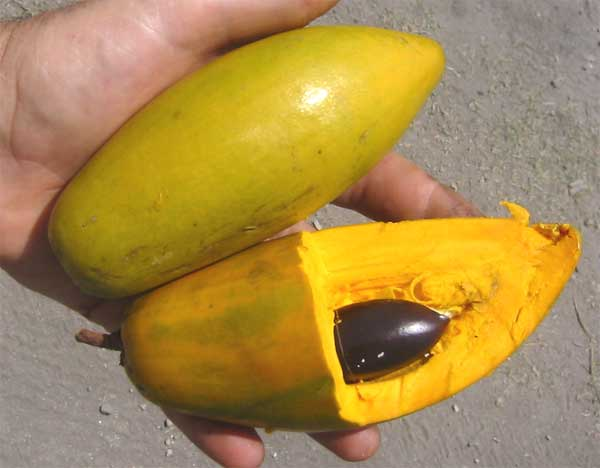
蛋黄果
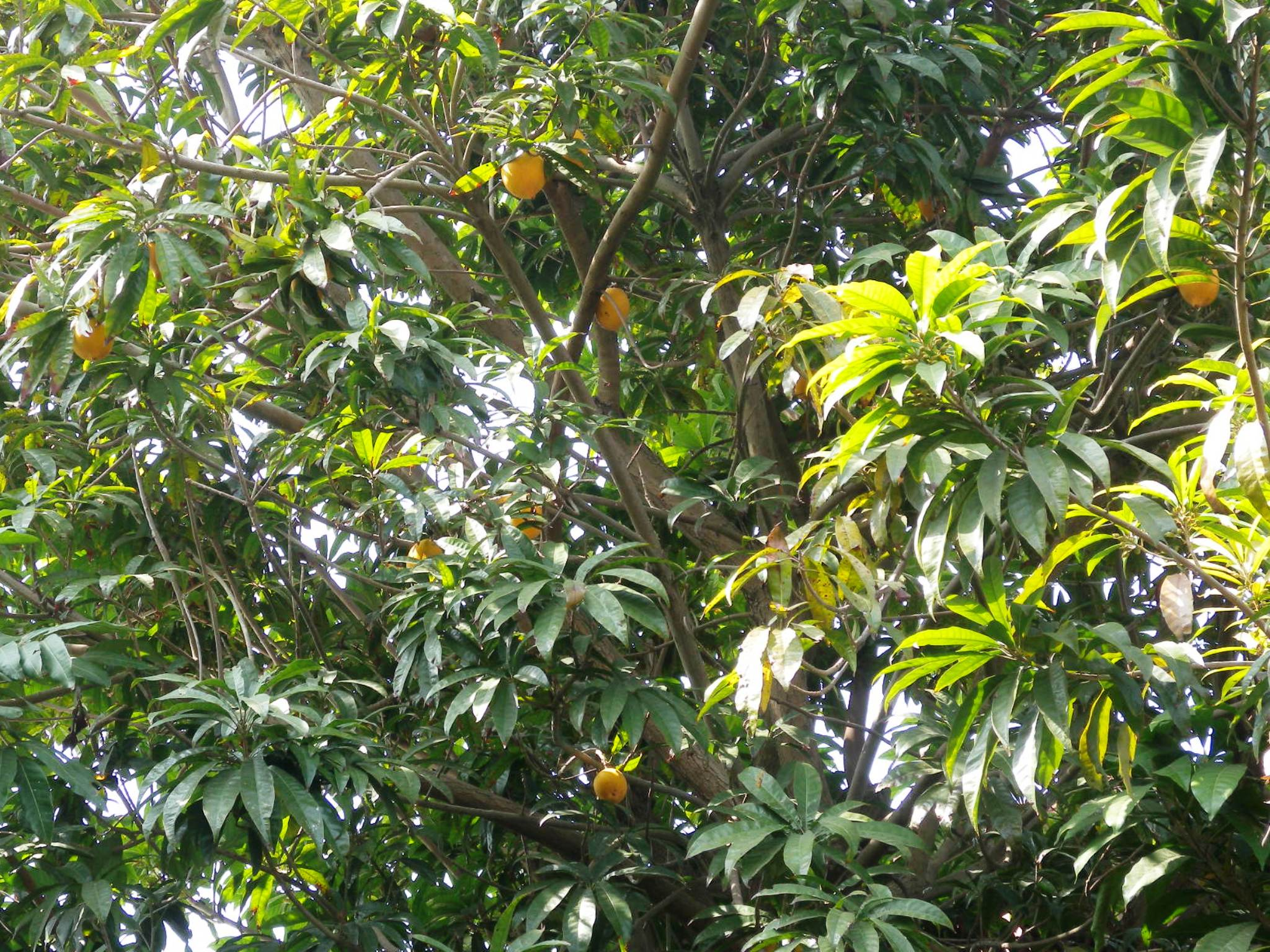
蛋黃果樹
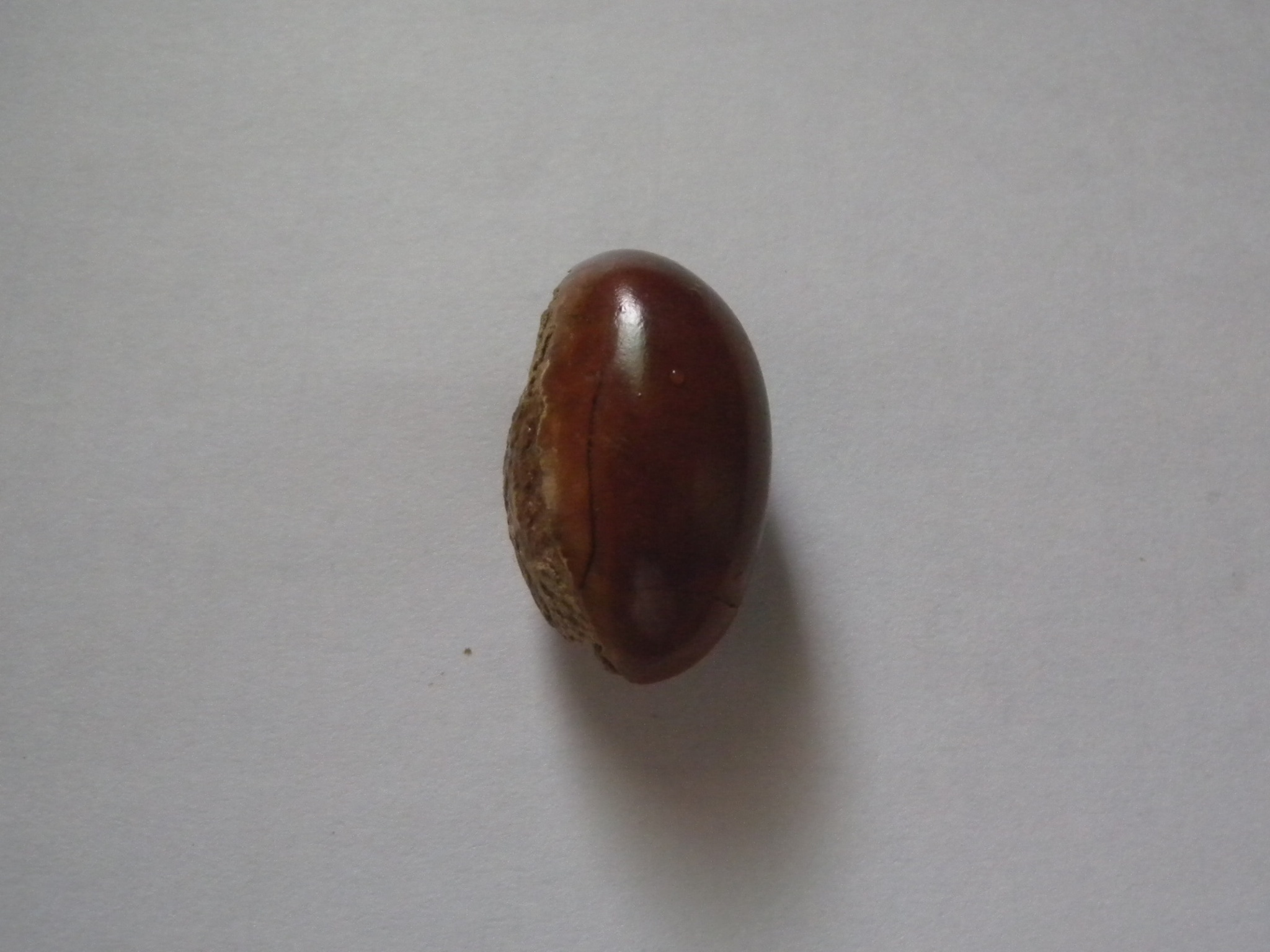
蛋黃果種子

## 外觀型態
蛋黃果是熱帶果樹，植株高5~8公尺，枝葉有白色乳液。葉互生，披針形、長橢圓形或長倒卵形，全緣。初夏5~6月開花，花腋生，花冠壺形，淡黃綠色。果實有心形或長卵形，果肉橙黃色，粉狀組織，柔軟缺水，像煮熟的蛋黃，成熟變軟之後可食用。種子1~4粒，褐色，扁橢圓形，兩端尖。

## 食用
成熟的蛋黃果肉質鬆軟，甜度高，富含特殊香氣，帶有蛋黃加糖的特殊風味，營養價值極高，生食為主，也可混合牛奶拌成果汁。

## 扩展阅读
維基物種上的相關：蛋黄果
- . 中国植物物种. 昆明: 中科院昆明植物研究所.   [2013年1月17日]. （原始内容存档于2016-03-05）.（简体中文）